# Rubia rezniczenkoana
Rubia rezniczenkoana är en måreväxtart som beskrevs av Dmitrij Litvinov. Rubia rezniczenkoana ingår i släktet krappar, och familjen måreväxter. Inga underarter finns listade i Catalogue of Life.